# Jalal-Abad
Jalal-Abad este centrul administrativ și economic al regiunii Jalal-Abad din sud-vestul Kârgâzstanului. Suprafața sa este de 88 de kilometri pătrați, iar populația rezidentă a fost de 97.172 în 2009 și a fost estimată oficial la 109.200 locuitori în ianuarie 2019. Este situat la capătul nord-estic al văii Fergana de-a lungul văii râului Kögart, la poalele munților Babash Ata, foarte aproape de granița cu Uzbekistan.

## Prezentare generală
Jalal-Abad este cunoscut pentru izvoarele minerale din împrejurimile sale, iar despre apa din stațiunea Azreti-Ayup-Paygambar din apropiere s-a crezut mult timp că vindeca leproșii. Mai multe sanatorii din epoca sovietică oferă tratamente cu apă minerale pentru persoanele cu diverse boli cronice. Apa minerală îmbuteliată din regiune este vândută în țară și în străinătate.

## Istorie
Una dintre principalele căi ale Drumului mătăsii din Kârgâzstan a trecut prin Jalalabat, iar regiunea a fost gazda multor călători pentru mii de ani, deși puține resturi arheologice sunt vizibile astăzi - cu excepția unor părți mai îndepărtate ale regiunii - cum ar fi Saimalu Tash și valea Chatkal. Aceștia au inclus călători, comercianți, turiști și pelerini (spre diversele obiective sfinte) și bolnavi care vizitează stațiunile balneare, cum ar fi în muntele Ayub Tau, la altitudinea de 700 m deasupra nivelului mării, la aproximativ trei kilometri din oraș.
Există o legendă potrivit căreia apa din spațiul Azreti-Ayup-Paygambar a vindecat leproși. Conform legendei, lângă spa exista un mormânt, o moschee și palatul hanului.
-abad este un sufix persan des folosit în numele orașelor din societățile persane pentru a se referi la persoana care a fondat comunitatea. Se spune că Jalalabat a fost numit după Jalal ad Din, care era renumit pentru înființarea caravanseraiului pentru a servi călătorii și multor pelerini care au venit pe muntele sfânt.
La începutul secolului al XIX-lea a fost construită o mică fortăreață Kokand, iar în jurul acesteia a crescut un kishlak mic. Localnicii erau angajați în agricultură și comerț și ofereau servicii pelerinilor care vizitau stațiunile balneare. Apoi, în anii 1870, coloniști ruși au ajuns în regiune. Au înființat un oraș de garnizoană și un spital militar.